# Zasada elastyczności (europeistyka)
Zasada elastyczności (nazywana również klauzulą elastyczności) – jedna z zasad Unii Europejskiej; umożliwia państwom członkowskim wprowadzanie, przy pomocy instrumentów prawnych oraz instytucjonalnych nieobejmujących wszystkich państw, rozwiązań pogłębiających procesy integracji europejskiej.
Oznacza w szczególności respektowanie zróżnicowania rzeczywistości regionalnej oraz specyfiki organizacyjnej i instytucjonalnej krajów członkowskich. Stąd też Komisja nie stara się wpływać ani na ich struktury, ani na organizację terytorialną.
W odniesieniu do Unii Europejskiej zasada elastyczności przybiera dwie postaci. Pierwszą jest wzmocniona współpraca w działaniach zmierzających do realizacji celów traktatowych w zawężonym kręgu podmiotów. W drugiej postaci polega ona na przyznawaniu niektórym państwom członkowskim derogacji zobowiązań w obszarach działalności wiążących ogół państw. Odmianą tych postaci jest dobrowolne uczestnictwo.
Zasada elastyczności (traktat amsterdamski) – kraje członkowskie mogą się włączać do bardziej zaawansowanych procesów i form integracji, ale nie mają takiego obowiązku